# 太洋基礎工業
太洋基礎工業株式会社（たいようきそこうぎょう）は、愛知県名古屋市中川区柳森町に本社を置く建設会社。

## 概要
下水管路敷設などの特殊土木工事、住宅地盤改良工事といった都市土木分野を得意とする。

## 沿革
- 1958年（昭和33年） - 豊住満が有限会社豊住組を創業。
- 1967年（昭和42年） - 太洋基礎工業株式会社に改組。
- 1968年（昭和43年） - 神守工場新設（愛知県津島市）。
- 1971年（昭和46年） - 神守工場を分離独立して大洋機械株式会社を設立。
- 1983年（昭和58年） - 明和地研株式会社を子会社化。
- 1990年（平成2年） - 静岡・大阪に営業所を開設。
- 1993年（平成5年） - 長野営業所を開設、大洋機械株式会社を吸収合併。
- 1994年（平成6年） - 東京営業所を開設。
- 1997年（平成9年） - 店頭市場（現在のジャスダック）に株式公開。
- 1998年（平成10年） - 名古屋支店を新設、東京・長野・静岡・大阪の各営業所を支店に改称。
- 2003年（平成15年） - 株式会社三東工業社と業務提携。
- 2012年（平成24年） - 宮城県仙台市に東北営業所を新設。
- 2013年（平成25年）
  - 明和地研株式会社を一時休業とし、名古屋支店調査部へ転籍。
  - 東京証券取引所と大阪証券取引所の合併に伴い東京証券取引所（JASDAQ（スタンダード））に株式を上場。
- 2022年（令和4年）3月8日 - 創業者豊住満死去[1]。

## 主な事業所

### 支店
- 名古屋（愛知県名古屋市中川区）
- 東京（東京都品川区）
- 静岡（静岡県静岡市駿河区）
- 長野（長野県長野市）
- 大阪（大阪府高槻市）
- 九州（福岡県福岡市博多区）

### 営業所
- 東北（宮城県仙台市青葉区）
- 新潟（新潟県新潟市江南区）
- 埼玉（埼玉県さいたま市緑区）
- 津島（愛知県津島市）
- 岐阜（岐阜県可児市）
- 三重（三重県津市）
- 金沢（石川県金沢市）
- 福井（福井県福井市）
- 山陽（兵庫県神戸市須磨区）
- 四国（香川県高松市）
- 九州（佐賀県佐賀市）

### 工場
- 機械事業本部（愛知県津島市）

## 関係会社
- 明和地研株式会社